# آدم كراوس
آدم كراوس (بالإنجليزية: Adam Kraus)‏ هو لاعب كرة قدم أمريكية أمريكي، ولد في 10 سبتمبر 1984.